# Urosaurus graciosus
La lagartija arbolera de cola larga (Urosaurus graciosus) es una especie de lagarto de la familia Phrynosomatidae. Es endémico del desierto de Mojave, noroeste del desierto de Sonora, y desiertos de California, Arizona, Nevada, Sonora, Baja California. 

## Descripción
Es pequeño de color pardo, rojizo o verdoso por encima y blanco por debajo. Es muy ligero y asustadizo. Se alimenta de insectos y vive entre los escombros y los huecos de las paredes. Su cabeza es casi triangular; sus patas son cortas, y sus dedos están provistos de uñas.
En la edad adulta mide de 9 a 14 cm de largo (incluyendo su cola). Los machos son más grandes. Cuenta con cuatro patas: dos delanteras y dos traseras un poco más largas y grandes; cada pata tiene cinco dedos largos que terminan un poco más anchos y le facilitan el poder trepar y asirse a los árboles y a las paredes con gran facilidad.

## Hábitats
Clima cálido. Ambiente semi-desértico.

## Taxonomía
Se reconocen las siguientes subespecies:
- U. graciosus graciosus Hallowell, 1854
- U. graciosus shannoni Lowe, 1955